# Ервин Санчес
Ервин Санчес Фрекинг (на испански: Erwin Sánchez Freking, роден на 19 октомври 1969 г. в Санта Крус де ла Сиера) е бивш боливийски футболист. Той е първият боливийски футболист, играл на професионално ниво в Европа. По-голямата част от кариерата и си прекарва в португалската Примейра Лига, където за 13 сезона изиграва 288 мача и отбелязва 59 гола. Участва на Световното първенство през 1994, където е титуляр в трите мача на Боливия и срещу Испания отбелязва единствения гол за отбора на световни първенства. След като прекратява активната си състезателна кариера става треньор, като е начело на Боливия в продължение на три години.

## Клубна кариера
Санчес започва кариерата си в Дестройерс от родния си град, след което преминава в Боливар. През 1990 г. отива да играе в португалския Бенфика, но без особен успех, заради което е даден под наем на Ещорил. От 1992 г. играе в Боавища, където се превръща в един от ключовите играчи и спомага за спечелването на Купата на Португалия. Това води до обратен трансфер в Бенфика, но там Санчес отново не успява да се наложи и първо е върнат под наем в Боавища, а после и пордаден на отбора. С 9 гола в 33 мача през 2001 г. той допринася за спечелването на първата и единствена шампионска титла на Боавища. В началото на 2003 г. Санчес скъсва кръстни връзки, а след като оздравява губи титулярното си място. След кратък период като треньор на отбора през 2004 г. се завръща в Боливия, където играе за Ориенте Петролеро. На 14 март 2005 г. в мач срещу Клуб Блуминг той напада съдията и е наказан за 18 месеца. Това се оказва последният мач в кариерата му.

## Национален отбор
Санчес е сред играчите с най-големи заслуги за класирането на националния отбор на третото си и последно световно първенство в САЩ през 1994 г. За 16 години изиграва 57 мача и отбелязва 15 гола. През 2006 г. е назначен за старши треньор, но през 2009 г. след неуспешните квалификации за Световното първенство в ЮАР.

## Успехи
Като футболист
- Шампион на Португалия (2):
  - 1991 (Бенфика), 2001 (Боавища)
- Купа на Португалия (1):
  - 1997 (Боавища)
- Шампион на Боливия (1):
  - 1988 (Дестройерс)
- Копа Аеросур (1):
  - 2005 (Ориенте Петролеро)